# Acompocoris lepidus
Acompocoris lepidus är en insektsart som först beskrevs av Van Duzee 1921.  Acompocoris lepidus ingår i släktet Acompocoris och familjen näbbskinnbaggar. Inga underarter finns listade i Catalogue of Life.